# Перепелиця білогорла
Перепелиця білогорла (Colinus leucopogon) — вид куроподібних птахів родини токрових (Odontophoridae).

## Поширення
Вид поширений в Центральній Америці. Трапляється в Сальвадорі, в центральній та південно-західній частині Гватемали, у північно-центральній частині Гондурасу, вздовж тихоокеанського узбережжя Нікарагуа та на півночі Коста-Рики.

## Опис
Тіло завдовжки 22–24 см. Самці мають коричневу спину з чорними плямами на потилиці. Голова має білу брову, темну лінію, що проходить через око, біле або коричневе горло і короткий гребінь. Живіт плямистий, але решта нижньої частини тіла бліда, з плямами або без них, залежно від підвиду. Самець важить в середньому 140 г. Самиця тьмяніша, ніж самець, з плямистим горлом; її середня вага — 115 г.

## Підвиди
Таксон включає 6 підвидів:
- Colinus leucopogon incanus Friedmann, 1944 — поширений на півдні Гватемали;
- Colinus leucopogon hypoleucus (Gould, 1860) — поширений у Сальвадорі та західній Гватемалі;
- Colinus leucopogon leucopogon (Lesson, R, 1842) — поширений на південному сході Сальвадору та заході Гондурасу;
- Colinus leucopogon leylandi (Moore, TJ, 1859) — поширений на північному заході Гондурасу;
- Colinus leucopogon scaltri (Bonaparte, 1856) — поширений у центральній та південно-західній частині Гондурасу та північно-західній Нікарагуа;
- Colinus leucopogon dicceli Conover, 1932 — поширений у центральній та північно-західній Коста-Риці.